# Festival du film espagnol Cinespaña de Toulouse 2022
Le Festival du film espagnol Cinespaña de Toulouse 2022, 27e édition du festival, se déroule du 6 au 16 octobre 2022.

## Déroulement et faits marquants
Outre la compétition, la 27e édition du festival propose une rétrospective consacrée aux films noirs.
Le 15 octobre 2022, le palmarès est dévoilé : la Violette d'or est remise au film El agua de Elena López Riera, et le prix de la meilleure réalisation à Venez voir (Tenéis que venir a verla) de Jonás Trueba.

## Jury longs-métrages de fiction
- Claire Simon, réalisatrice (présidente du jury)
- Céline Bozon, directrice de la photographie
- Laurence Côte, actrice

## Sélection

### En compétition

#### Fictions
- El agua de Elena López Riera
- Piggy (Cerdita) de Carlota Pereda
- Les Tournesols sauvages (Girasoles silvestres) de Jaime Rosales
- La maternal de Pilar Palomero
- Mi vacío y yo de Adrián Silvestre
- Rendir los machos de David Pantaleón
- Six Jours à Barcelone (Sis dies corrents) de Neus Ballús
- Venez voir (Tenéis que venir a verla) de Jonás Trueba

### Hors compétition

#### Films d'ouverture
- El sostre groc de Isabel Coixet

#### Film de clôture
- Pacifiction : Tourment sur les Îles de Albert Serra

#### Spanish noir
- Les Tueurs de Madrid (rigada criminal) de Ignacio F. Iquino
- Le Cercle rouge (El cerco) de Miguel Iglesias
- Touchez pas aux bijoux (El expreso de Andalucía) de Francisco Rovira Beleta
- A tiro limpio de Francisco Pérez-Dolz
- La semana del asesino de Eloy de la Iglesia
- El crack de José Luis Garci
- El arreglo de José Antonio Zorrilla
- Personne ne parlera de nous quand nous serons mortes (Nadie hablará de nosotras cuando hayamos muerto) de Agustín Díaz Yanes
- Groupe d'élite (Grupo 7) de Alberto Rodríguez
- Que Dios nos perdone de Rodrigo Sorogoyen
- El reino de Rodrigo Sorogoyen
- As bestas de Rodrigo Sorogoyen

#### Classiques contemporains
- ¡Ay, Carmela! de Carlos Saura
- Le Jour de la bête (El día de la bestia) de Álex de la Iglesia
- Je veux être femme (Cambio de sexo) de Vicente Aranda

#### Hommage àJuan Antonio Bardem
- Mort d'un cycliste (Muerte de un ciclista)
- Les Comédiens (Cómicos)
- Ce couple heureux (Esa pareja feliz)

#### Avant-Premières
- Alma Viva de Cristèle Alves Meira
- Black is Beltza II: Ainhoa de Fermin Muguruza
- Mediterráneo de Marcel Barrena
- Prison 77 (Modelo 77) de Alberto Rodríguez
- Alcarràs de Carla Simón
- Les Repentis (Maixabel) de Icíar Bollaín
- Unicorn Wars de Alberto Vázquez

## Palmarès
- Violette d'or : El agua' de Elena López Riera
- Prix de la meilleure réalisation : Venez voir (Tenéis que venir a verla) de Jonás Trueba
- Prix de la meilleure interprétation féminine : Laura Galán pour Piggy (Cerdita)
- Prix de la meilleure interprétation masculine : Mohamed Mellali et Valero Escolar pour Six Jours à Barcelone (Sis dies corrents)
- Prix du meilleur scénario : Neus Ballús et Margarita Melgar pour Six Jours à Barcelone (Sis dies corrents)
- Prix de la meilleure photographie : Julián Elizalde pour La maternal
- Prix du meilleur design sonore : La maternal
- Prix du public : Mi vacío y yo de Adrián Silvestre